# Aragvi
L'Aragvi est une rivière située en Géorgie sur le flanc méridional de la chaîne du Grand Caucase, et un affluent du fleuve le Koura.

## Géographie et confluents
L'Aragvi proprement dit commence au bourg de Passanaouri à environ 70 km au nord de Tbilissi, au point de confluence de l’Aragvi Blanc en provenance de Goudaouri, et de l’Aragvi Noir. L'Aragvi est ensuite rejoint par les eaux de l'Aragvi pchave (lui-même alimenté par ceux de l'Aragvi khevsoure) au niveau du réservoir de Jinvali (en).

## Vallée de l'Aragvi et barrage de Jinvali
La rivière mesure environ 112 km de long, et son bassin couvre une superficie de 2 727 km2. Le fond de la rivière est principalement constitué de sable et de gravillons ou d'argile. Le barrage hydro-électrique construit sur le fleuve à Jinvali (en) en 1986 représente une part importante de la production d'électricité en Géorgie. Le complexe ecclésiastique fortifié d'Ananouri avec son église de l'Assomption (XVIIe siècle) est situé sur les rives du réservoir près du village du même nom.
L'Aragvi rencontre le fleuve Mtkvari à une dizaine de kilomètres au nord de Tbilissi près de Mtskheta, l'ancienne capitale de Géorgie orientale.

## Galerie

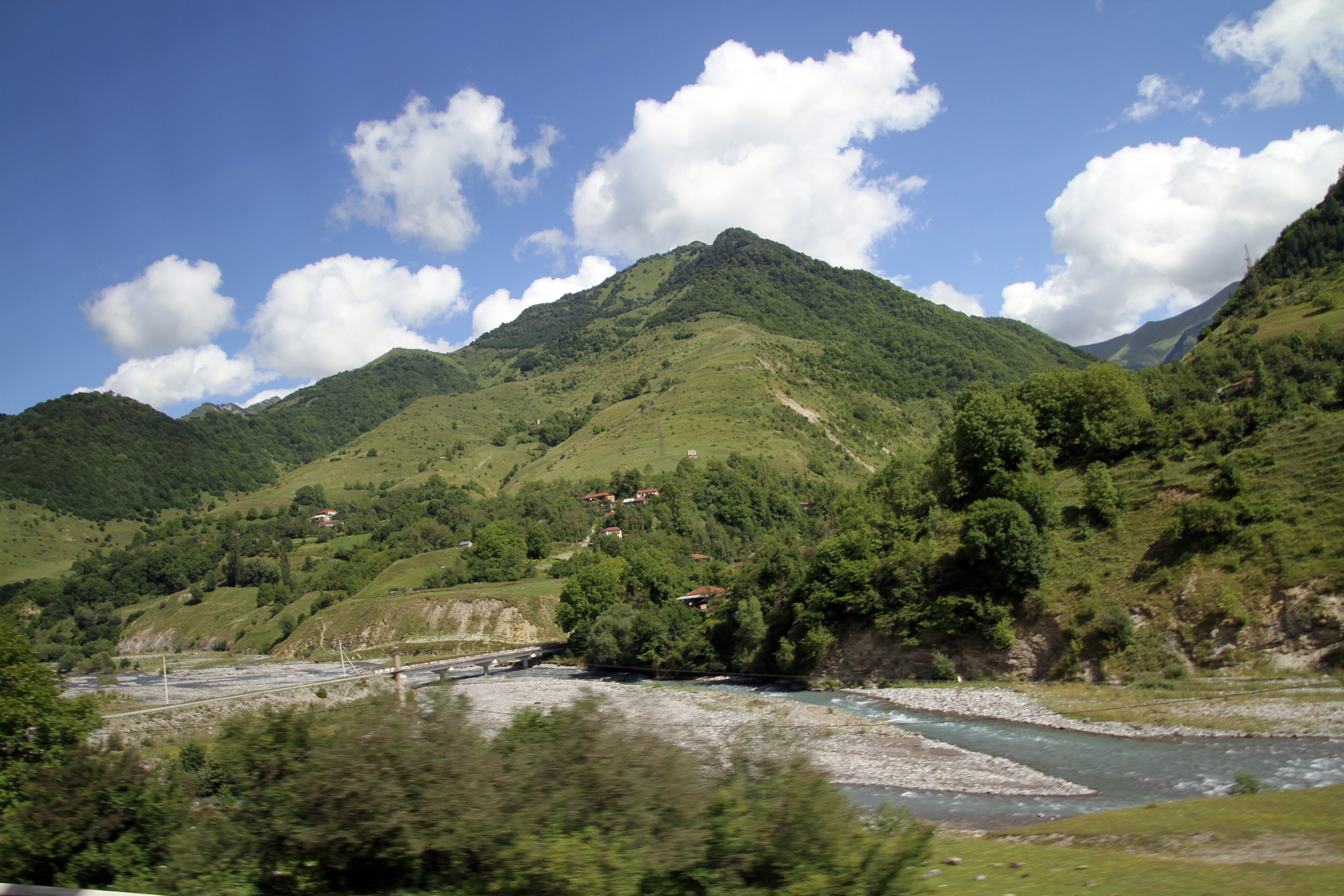
Tronçon supérieur
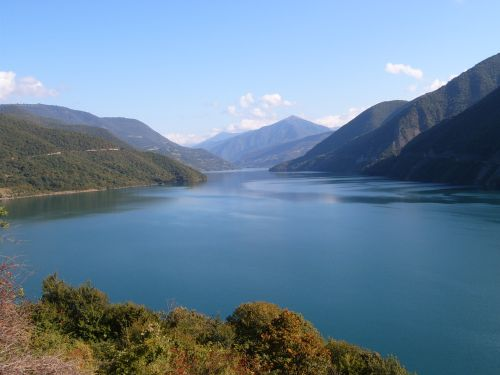
Réservoir de Jinvali
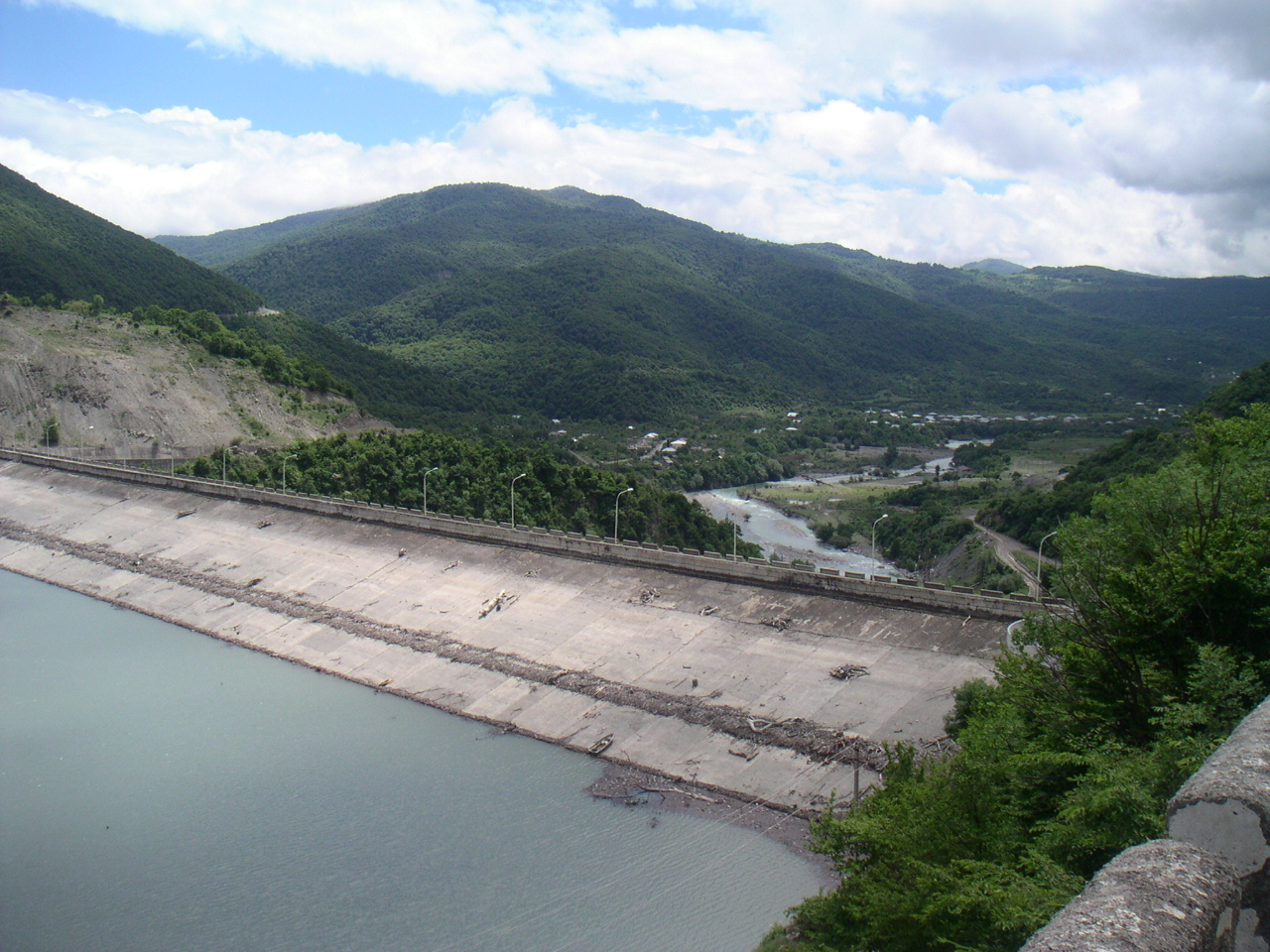
Barrage de l'Aragvi